# Пош, Штефан
Ште́фан Пош (нем. Stefan Posch; родился 14 мая 1997 года в Юденбурге, Австрия) — австрийский футболист, защитник клуба «Болонья» и сборной Австрии. Выступает на правах аренды за клуб «Аталанта». Участник чемпионатов Европы 2020 и 2024 годов.

## Клубная карьера

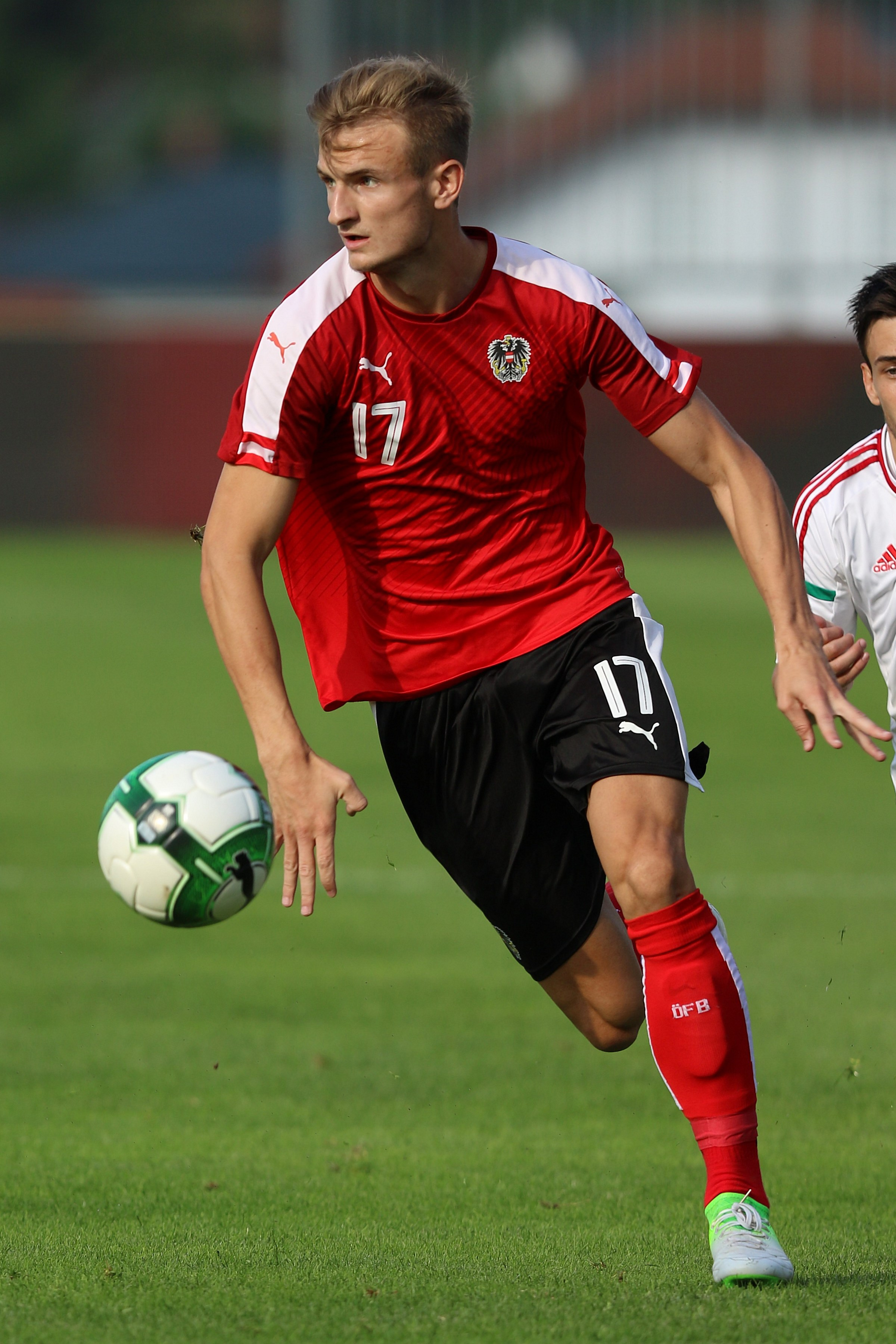
Пош в составе молодёжной сборной Австрии

Пош — воспитанник клубов «Штурм» и «Адмира Ваккер Мёдлинг». В 2016 году после юношеского чемпионата Европы, Штефан перешёл в немецкий «Хоффенхайм», где для получения игровой практики выступал за юношескую и дублирующую команды клуба. 28 сентября 2017 года в поединке Лиги Европы против болгарского «Лудогорца» Пош дебютировал за основной состав. 14 октября в матче против «Аугсбурга» он дебютировал в Бундеслиге. 15 октября 2021 года в поединке против «Кёльна» Штефан забил свой первый гол за «Хоффенхайм». 
Летом 2022 года Пош перешёл в итальянскую «Болонью» на правах аренды. В матче против «Фиорентины» он дебютировал в итальянской Серии A. 6 ноября в поединке против «Торино» Штефан забил свой первый гол за «Болонью». По окончании аренды клуб выкупил трансфер игрока за 5 млн. евро. 
В начале 2025 года Пош на правах аренды перешёл в «Аталанту». 8 февраля в матче против «Эллас Верона» он дебютировал за новую команду. 

## Международная карьера
В 2016 году в составе юношеской сборной Австрии (до 19 лет) Пош принял участие в юношеском чемпионате Европы в Германии. На турнире он сыграл в матчах против команд Португалии, Италии и Германии.
10 июня 2019 года в отборочном матче чемпионата Европы 2020 против сборной Северной Македонии Пош дебютировал за сборную Австрии. 13 октября в поединке против сборной Словении он забил свой первый гол за национальную команду.
В 2019 году в составе молодёжной сборной Австрии Пош принял участие в молодёжном чемпионате Европы в Италии. На турнире он сыграл в матчах против команд Сербии, Дании и Германии.
В 2021 году Пош принял участие в чемпионате Европы. На турнире он сыграл был запасным и на поле не вышел.
В 2024 году Пош принял участие в чемпиоанте Европы в Германии. На турнире он сыграл в матчах против сборных Франции, Польши, Нидерландов и Турции.

### Голы за сборную Австрии
| # | Дата            | Место                             | Противник | Счёт | Итог | Соревнование                       |
| - | --------------- | --------------------------------- | --------- | ---- | ---- | ---------------------------------- |
| 1 | 13 октября 2019 | «Стожице», Любляна, Словения      | Словения  | 0:1  | 0:1  | Чемпионат Европы 2020 квалификация |
| 2 | 13 октября 2024 | «Райффайзен Арена», Линц, Австрия | Норвегия  | 4:1  | 5:1  | Лига наций 2024/2025               |

| № | Дата            | Оппонент  | Счёт | Голы | Пасы | Карточки | Минуты | Соревнование             |
| - | --------------- | --------- | ---- | ---- | ---- | -------- | ------ | ------------------------ |
| 1 | 10 июня 2019    | Македония | 4:1  | —    | —    | —        | 45'    | Отбор ЧЕ-2020 (группа G) |
| 2 | 9 сентября 2019 | Польша    | 0:0  | —    | —    | —        | 90'    | Отбор ЧЕ-2020 (группа G) |
| 3 | 10 октября 2019 | Израиль   | 3:1  | —    | —    | 47'      | 63'    | Отбор ЧЕ-2020 (группа G) |
| 4 | 13 октября 2019 | Словения  | 1:0  | 21′  | —    | —        | 90'    | Отбор ЧЕ-2020 (группа G) |

Итого: сыграно матчей: 4 / забито голов: 1; победы: 3, ничьи: 1, поражения: 0.